# Johanna van Châtillon
Johanna van Châtillon (circa 1285 - 16 januari 1354) was van 1308 tot 1311 hertogin-gemalin van Athene. Ze behoorde tot het huis Châtillon.

## Levensloop
Johanna was een dochter van heer Wouter V van Châtillon, connétable van Frankrijk, uit diens huwelijk met Isabella van Dreux, dochter van Robert van Dreux, burggraaf van Châteaudun.
In 1305 huwde ze met graaf Wouter V van Brienne (1275-1311), met wie ze twee kinderen kreeg: Wouter VI (1304-1356), die zijn vader opvolgde als graaf van Brienne en Lecce, en Isabella (1305-1360), de opvolgster van haar broer als gravin van Brienne en Lecce en vanaf 1321 gehuwd met heer Wouter II van Edingen.
In 1308 werden Wouter V en Johanna hertog en hertogin van Athene, nadat Gwijde II van La Roche, een neef van Wouter langs moederszijde, overleed. In maart 1311 sneuvelde Wouter V in de Slag bij Halmyros tegen de Catalaanse Compagnie. Johanna probeerde de Akropolis van Athene te verdedigen tegen deze compagnie, maar moest uiteindelijk capituleren. Ze vluchtte met haar kinderen naar Frankrijk, hoewel haar bondgenoten onder leiding van Wouter van Focherolles erin slaagden om de heerlijkheden Argos en Nauplion in handen te houden.
In april 1318 stuurden Johanna en haar vader een verzoek naar de Republiek Venetië om geld en schepen te verlenen om ridders en infanterie naar Negroponte en Nauplion te kunnen voeren. Het verzoek werd echter geweigerd, omdat de vazallen van de Briennes in Griekenland ondertussen de Catalaanse Compagnie waren gaan steunen. Niettemin bleef Wouter van Focherolles Johanna en haar jonge zoon trouw. Johanna hield de aanspraken van haar zoon op Athene levend door constant brieven te sturen naar de koning van Napels, de koning van Frankrijk en de paus. Ze deed dit tot haar zoon oud genoeg was om zelf zijn aanspraken in Griekenland te verdedigen. 
Johanna en haar zoon kwamen in conflict met elkaar over de afbetaling van de grote schulden van Wouter V. Wouter VI was misnoegd omdat hij een deel van die schulden moest betalen en sleepte zijn moeder daarom voor de rechtbank. In januari 1321 bemiddelde koning Filips V van Frankrijk in het conflict.
Johanna bleef haar titel van hertogin voeren tot aan haar dood in 1354. Ze werd bijgezet in het later vernietigde Dominicanenklooster van Troyes.